# 大阪電気軌道デワボ1800形電車
大阪電気軌道デワボ1800形電車（おおさかでんききどうデワボ1800がたでんしゃ）は大阪電気軌道が保有した木造有蓋貨物電車である。
奈良線向けの小型木造車体を備えた車両としては唯一、車両限界の大きな大阪線で運用されたことで知られる。

## 概要
大阪電気軌道では桜井線（後の大阪線の一部）の延伸開業に伴い、直流1,500V電化区間用電動貨車が必要となった。
無蓋電動貨車についてはデトボ1600形を1930年11月に新造したが、有蓋電動貨車については製造費の節減が図られ、同時期に木造車体の鋼製車体への載せ替え工事を推進していた奈良線用デボ61形のうちデボ78・79の旧車体を流用、これに新製した1,500V対応機器を組み合わせて対処することとした。
こうしてデワボ1800・1801の2両が1930年5月に製造された。

## 車体
デボ61形の車体を大きく改造せずに流用したため、全長15,459mm、全幅2,500mmという奈良線規格の木造小型車体のままとなっている。
窓配置はD(1)3 D" 3(1)D（D：片開き扉、D"：両開き扉、(1)：戸袋窓、数字：窓数）で、デボ61形の車体中央部にあった片開き扉と両脇の側窓各1枚を撤去して有効開口幅1,590mmで窓のない両開き扉を設置、更に両脇の側窓各1枚分を潰して戸袋としている。
デボ61形は設計当時関西私鉄で流行していた前面5枚窓構成で卵形流線型構造の運転台を備えていたが、その設計は本形式にもそのまま継承されており、両端部は5枚窓構成の流線型となっている。
屋根は種車のものをそのまま継承しており、ダブルルーフあるいはレイルロード・ルーフと呼ばれる二重屋根の上層が車端部で下がって下層と接合するタイプのもので、通風器はガーランド式のものが屋根上層と下層の間に片側面あたり3基ずつ設置されている。
床下にはトラス棒を備え、ターンバックルで反りを補正する構造となっている。これも種車の構造をそのまま継承した部分である。
なお、積載最大荷重は10tを公称している。

## 主要機器
主要機器については後続のデトボ1600形とほぼ同様の構成で機器が新造されている。

### 主電動機
設計当時大阪電気軌道奈良線向けに製造が開始されていたデボ600形用三菱電機MB-213-AFの姉妹機種であるMB-213-BFを各台車に2基ずつ搭載する。
駆動方式は吊り掛け式で、歯数比は25:54=2.16、これによる定格速度は64.5km/hである。

### 主制御器
日立製作所PR200を搭載する。ただし、布施以西で奈良線に乗り入れて架線電圧が直流600Vとなるため、直流1,500Vと直流600Vの2つの電圧に対応する電圧転換装置をこれに併せて搭載する。

### ブレーキ
単行運転を前提として設計されたため、本形式単独で作用する直通ブレーキと手ブレーキを搭載する。

### 台車
日立製作所MI形と称する、ボールドウィンA形台車をデッドコピーした組立式の釣り合い梁式台車を装着する。
軸距は2,130mmである。

## 運用
大阪電気軌道の1,500V区間用車両としては唯一の有蓋電動貨車であり、また複電圧仕様であったことから長らく重宝された。
1941年の参宮急行電鉄の大阪電気軌道との合併と、これに伴う関西急行鉄道への改組に伴う形式称号の整理の際にはモワ1800形1800・1801と改称された。
1949年には1801が電動貨車から荷物電車へ改造され、残る1800も1951年に同様に荷物電車へ改造、これに伴い両車とも塗装を貨車標準色である黒から電車標準色であったダークグリーンに変更されている。
その後は他の電動貨車各形式と同様の経緯をたどり、1963年8月20日の形式称号改正ではモワ2830形2832・2831へ改番を実施した。
その後、老朽化した車体を1967年と1968年にモ430形450・448のものへ順次置き換え、さらに1970年3月2日の2桁形式への改番時にはモワ80形84・83へ、順次改番された。
最終的に本形式は老朽化により1976年3月29日付で除籍、その後解体されている。